# Aksel Lund Svindal
Aksel Lund Svindal, norveški alpski smučar, * 26. december, 1982, Lørenskog

## Kariera
Svojo prvo (od 36 zmag) v svetovnem pokalu je dosegel 27. novembra 2005 na superveleslalomu v Lake Louisu. Skupno je stal na stopničkah 80-krat.

### Padec v Kitzbühelu
23. januar 2016 si je po hudem padcu na Petelinjem grebenu hudo poškodoval desno koleno in končal sezono.

### Zaključek kariere
Kariero je Svindal sklenil na smukaški tekmi Svetovnega prvenstva v alpskem smučanju leta 2019, kjer je osvojil srebrno medaljo.

### Dosežki v karieri
Na Zimskih olimpijskih igrah je v svoji karieri osvojil dve zlati medalji (superveleslalom - Vancouver 2010 in smuk - Pjongčang 2018). S svetovnih prvenstev je domov prinesel devet medalj, od tega pet zlatih, dve srebrni in dve bronasti.
V svetovnem pokalu se lahko pohvali z osvojenima dvema velikima kristalna globusa (leta 2007 in leta 2009), petimi malimi kristalnih globusov v superveleslalomu (2006, 2009, 2012, 2013, 2014), dvema v smuku (2013, 2014) in po enim v veleslalomu ter kombinaciji (oba leta 2007). 
Na zimskih olimpijskih igrah leta 2010 v Vancouvru je poleg zlate v superveleslalomu osvojil še srebro v smuku in bron v veleslalomu. 